# Chlodvík I.
Chlodvík I. také Hlōdowig, Chlodovech či Clovis (465?–511) byl franský král z rodu Merovejců v letech 481 až 511. Je považován za zakladatele franské říše, protože sjednotil všechny Franky pod svoji vládu. Původně byl králem sálských Franků z Tournai.
Jeho otcem byl franský král Childerich I. a matkou durynská šlechtična Basina. Měl sestry Audofledu, Lantechildis a Albofledis.

## Založení franské říše
V době zániku západořímské říše sídlily franské kmeny v severovýchodní Galii kolem středního a dolního toku řeky Rýna. Postupně se spojovaly do kmenových svazů, v jejichž čele stáli silní náčelníci, kteří mezi sebou soupeřili o moc. Nejschopnější z nich, Chlodvík z rodu Merovejců, který původně vládl v Tournai, odstranil své soupeře a sám se stal roku 481 králem všech Franků. S pomocí své družiny si poté podmanil téměř celou Galii (dnešní Francii) od Rýna až k Pyrenejím. Roku 486 zvítězil v  bitvě u Soissons nad tzv. římským králem Syagriem, přičemž si podmanil jeho království Soissons a dále rozšířil své državy na západ. Po porážce Vizigótů v bitvě u Vouillé roku 507 zabral jejich území v jihozápadní Galii a donutil je přesunout se na Pyrenejský poloostrov. Pouze Burgundi, jejichž říše se rozkládala v jihovýchodní Galii, zatím své državy uhájili. Na konci své vlády se Chlodvík vydal ještě za Rýn a dobyl germánská území na pravém břehu řeky. Tak položil základy franské říše.

## Přijetí křtu

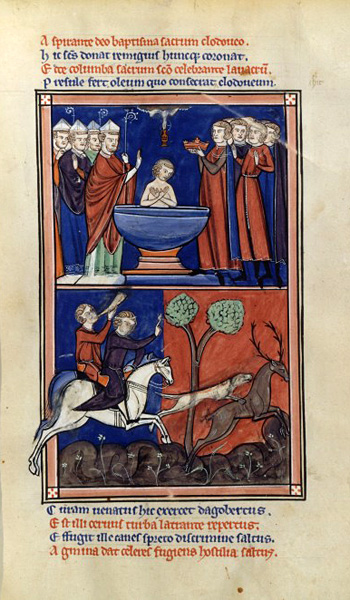
Křest Chlodvíka I., jedna z událostí kladených na počátek francouzské historie

Král Chlodvík byl nejen úspěšným válečníkem, ale také schopným politikem a diplomatem. Jedním z jeho prozíravých činů bylo přijetí katolického křesťanství (konverzí od pohanství nebo arianského křesťanství). Chlodvíka pokřtil remešský biskup Remigius z Remeše, spolu s ním byla pokřtěna i panovníkova rodina a členové královského dvora. Ke křtu mělo dojít na Vánoce (24. nebo 25. prosince), ale není známé kterého roku. Udávají se roky 498 nebo 499, případně až 505 nebo 508; tradičně se obřad datuje podle kroniky Historia Francorum Řehoře z Tours do roku 496, po bitvě u Tolbiaka.
Katolické křesťanství se pozvolna začalo šířit mezi ostatní Franky. Chlodvík přijal křesťanství v katolické podobě, nikoli v ariánské podobě, jak bylo v té době u Germánů běžné. Jeho choť Chlotilda, původem burgundská princezna, ho totiž přiměla, aby přijal nicejské vyznání, to znamená, aby se stal katolíkem. Tím ovšem zkřížil plány ostrogótského krále Theodoricha, který zamýšlel vytvořit z germánských království v západní Evropě (Ostrogótů, Vizigótů a případně Franků) blok ariánských států, který měl být protiváhou ortodoxní Byzanci na východě.
Chlodvík doufal, že jako pokřtěný panovník katolického ritu bude přijatelnější pro původní křesťanské obyvatelstvo podrobené Galie. Významnou oporu mu jako křesťanovi mohli poskytnout také místní biskupové, kteří se těšili všeobecné vážnosti. Údajně založil rytířský Řád svaté Ampule.
Po Chlodvíkově smrti si podle tehdejších franských zvyklostí rozdělili správu říše jeho synové Childebert, Chlothar, Chlodomer a Theuderich.

## Zákoník sálských Franků

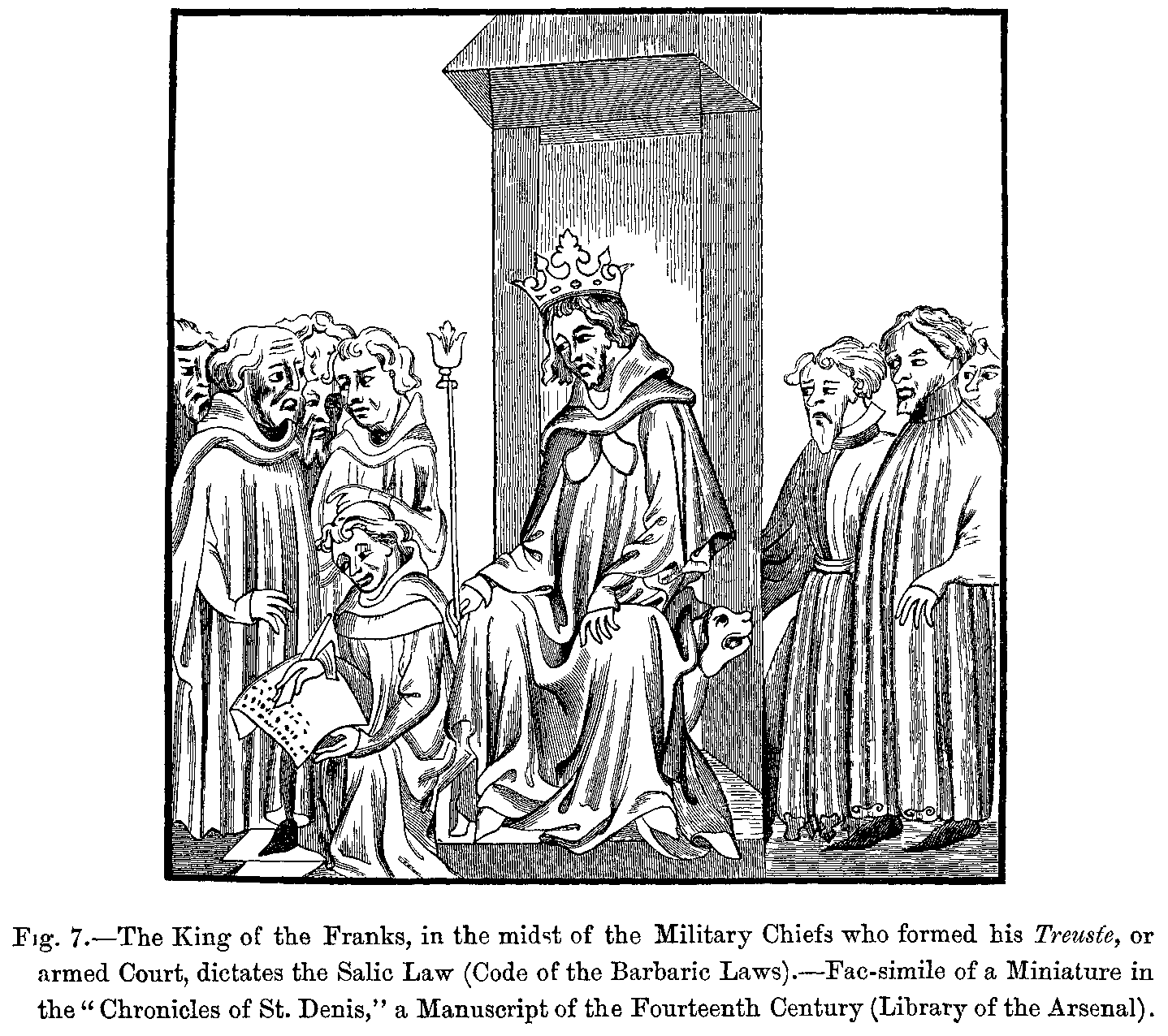
Tato pozdně středověká kresba představuje franského krále Chlodvíka I. diktujícího sálský zákoník

V letech 508–511 nechal Chlodvík pořídit soupis franského zvykového práva, známý pod názvem Pactus legis salicae nebo zjednodušeně Lex Salica – Salické právo. Vzhledem k tomu, že právní zvyklosti Franků nebyly zatím příliš ovlivněny římským právem, představuje tento zákoník skvělý dobový pramen pro poznání sociálních a hospodářských poměrů u Franků v době vzniku franského státu.